# Wawi
Wawi è una circoscrizione rurale (rural ward) della Tanzania situata nel distretto di Chake Chake, regione di Pemba Sud. Conta una popolazione di 5 615 abitanti (censimento 2012).